# 正しいことを考え実行する会
正しいことを考え実行する会（ただしいことをかんがえじっこうするかい）は、日本の議員連盟。略称は正しい議連（ただしいぎれん）。

## 概要
自由民主党に所属する国会議員らが参加しており、派閥横断型の勉強会である。園田博之や小坂憲次らを中心に2007年8月に結成された。いったん活動を停止していたが、2008年2月より与謝野馨らも加わり活動を再開した。
小泉純一郎が提唱した「聖域なき構造改革」に従い、第3次小泉改造内閣の経済財政諮問会議は、2011年度までの基礎的財政収支（プライマリーバランス）黒字化を目標として打ち出した。正しい議連に参加する議員は、小泉政権による黒字化目標を支持する者が多い。会合にて園田が「消費税増税は緊急の課題だ。放っておけば福祉の切り捨てにつながる」と述べるなど、増税を伴う財政再建に積極的な姿勢を示している。小泉の掲げたプライマリーバランス黒字化達成を目指し財政再建を主張する議員らは、「財政再建重視派」、「財政タカ派」と呼ばれることが多い。それに対し、2011年度以降への達成時期先延ばしを主張する麻生太郎らは「黒字化目標先送り派」、増税時期の先延ばしを主張する中川秀直らは「上げ潮派」などと呼ばれ、「財政再建重視派」と対立している。なお2010年、与謝野馨会長・園田博之会長代行が自民党を離党したちあがれ日本を結党した。

## メンバー
- 会長 - （空席）
- 会長代行 - （空席）
- 顧問 - （空席）
- 副会長 - 中谷元（谷垣G）
- 幹事長 - （空席）
- 副幹事長 - （空席）
- 事務局長 - （空席）
- 事務局補佐 - （空席）

## 部会
経済運営理論研究部会
- 部会統合役 - （空席）
- 部会長 - （空席）
- 部会長補佐 - （空席）
- 部会運営役 - （空席）
- 所属部会員 - 31名

財政運営理論研究部会
- 部会統合役 - （空席）
- 部会長 - （空席）
- 部会長補佐 - （空席）
- 部会運営役 - 上川陽子（無派閥）
- 所属部会員 - 18名

金融運営理論研究部会
- 部会統合役 - （空席）
- 部会長 - 中谷元（谷垣G）
- 部会長補佐 - （空席）
- 部会運営役 - （空席）
- 所属部会員 - 15名

## 所属していたメンバー
- 笹川堯（顧問・2009年に落選）
- 山崎拓（顧問・2009年に落選）
- 深谷隆司（副会長・2009年に落選）
- 加藤紘一（顧問・2012年に落選）
- 与謝野馨（会長・2012年に引退）
- 町村信孝（顧問・2015年に死去）
- 小坂憲次（副会長・2016年に死去）
- 谷垣禎一（顧問・2017年に引退）
- 園田博之（顧問・2018年に死去）
- 木村義雄（幹事長・2019年に落選）
- 石原伸晃（事務局長・2021年に落選）
- 山本公一（事務局補佐・2021年に引退）
- 後藤田正純（副幹事長・2022年に議員辞職）